# Gyllene porten, Split

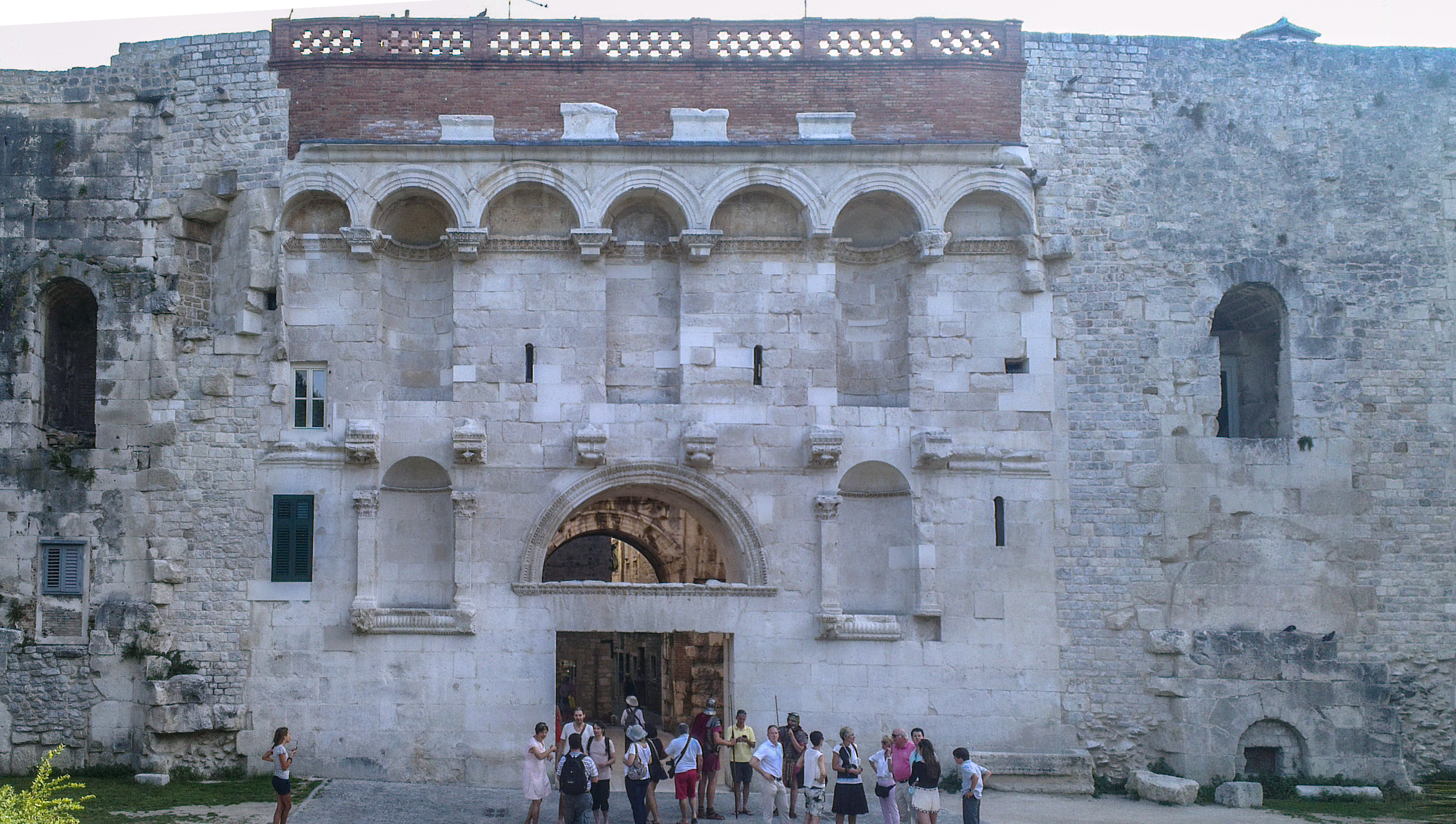
Gyllene porten år 2015.

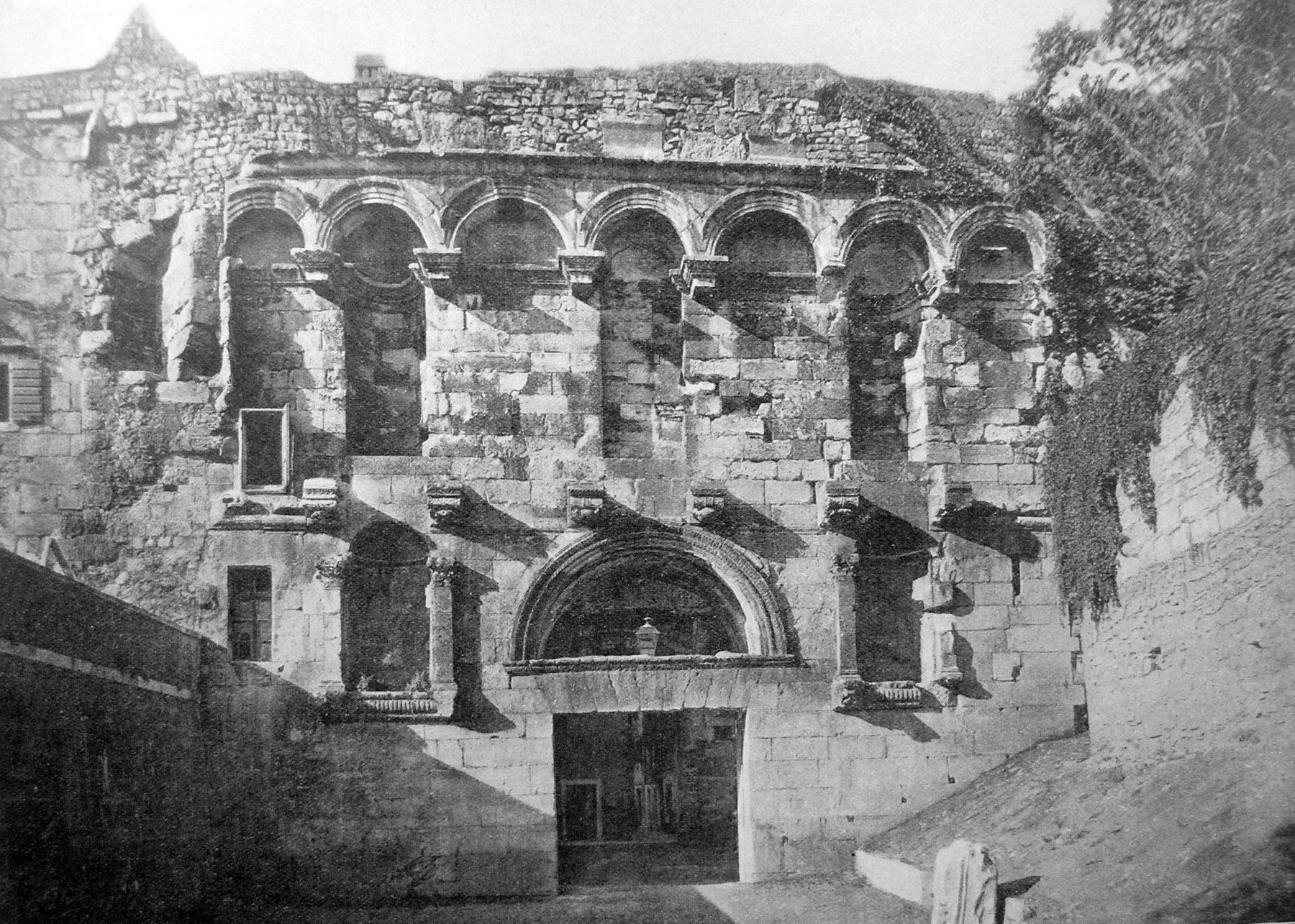
Gyllene porten år 1910.

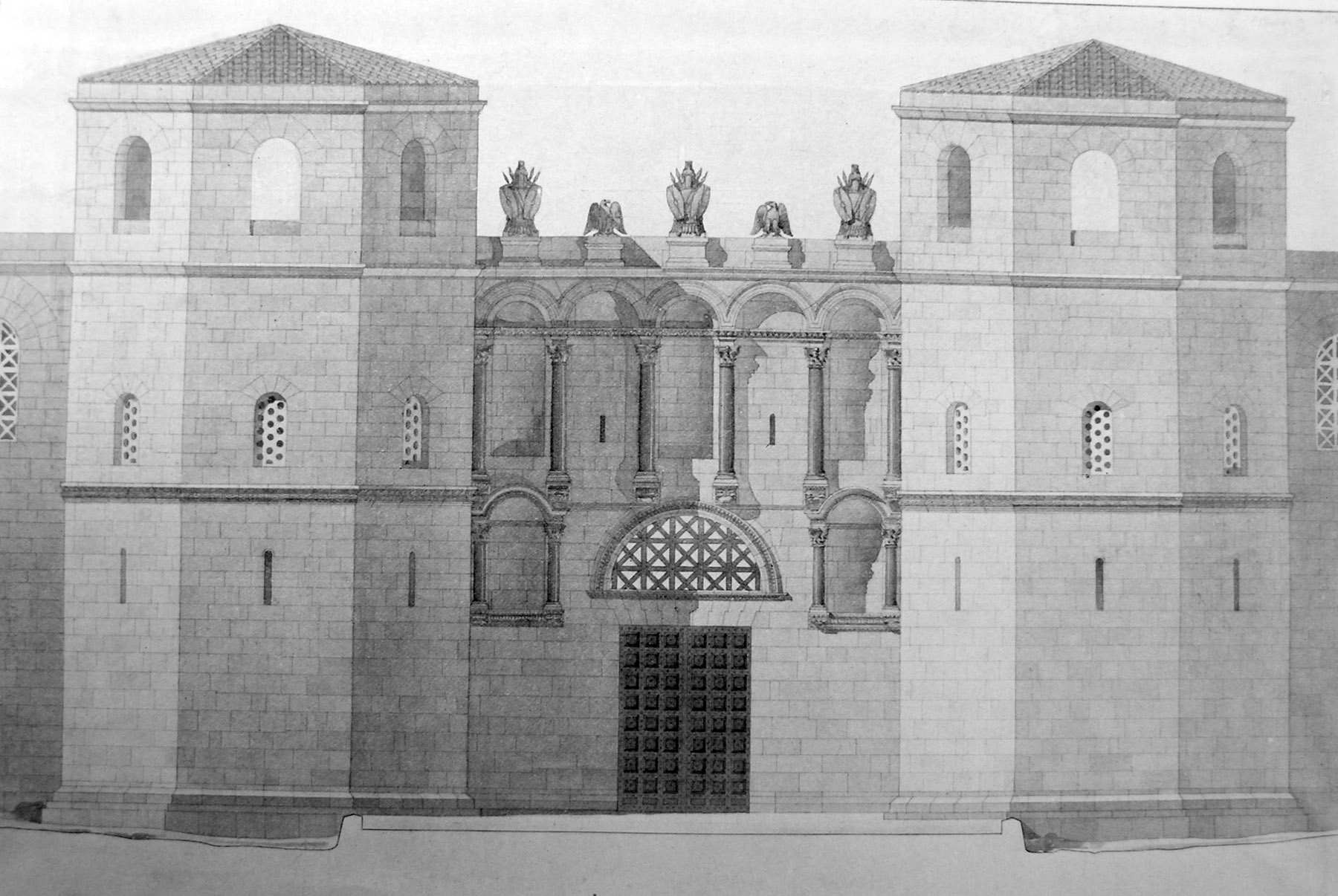
Ritning som visar Gyllene portens ursprungliga utseende.

Gyllene porten (kroatiska: Zlatna vrata, italienska och latin: Porta aurea) är en stadsport i Split i Kroatien. Den är den största och efter Järnporten den näst bäst bevarade av fyra stadsportar som leder in i det antika Diocletianus-palatset i Splits historiska stadskärna. Porten var under antiken palatsets huvudingång och är belägen i den mellersta delen av dess norra vägg. På romartiden ledde en väg från palatset och Gyllene porten norrut mot den romerska provinsens Dalmatias huvudstad Salona.

## Arkitektur
Gyllene porten har en rektangulär form och uppfördes liksom en romersk militäranläggning (propugnaculum) med dubbla dörrar. Tidigare fanns två oktagonala försvarstorn på var sida om porten som utgörs av en nedre öppning samt ovanför denna en öppen båge. Porten är idag 4,50 meter hög. Den nedre öppningen (utan bågen) är 4,17 meter hög och 4,36 meter bred. Dess höjd var ursprungligen 6,50 meter men har sedan tillkomsten minskat till följd av jordavlagringar och vallar som under tidens lopp har ackumulerats framför palatsets norra vägg.
Gyllene porten är dekorerad med rundbågar, nischer och blindnischer. I nischerna fanns tidigare fyra skulpturer föreställande tetrarken Diocletianus, Maximianus, Galerius och Constantius I Chlorus. I de två över nischerna fanns troligtvis skulpturerna föreställande Diocletianus och Maximianus och mellan dessa två en skulptur av en örn som symboliserade gudomen Jupiter.

## Historik
Under romartiden kallades porten för Porta septemtrionalis (Norra porten) och under medeltiden för Porta Romae (Romerska porten). Portens nuvarande namn (Gyllene porten) började användas under venetianskt inflytande och den omnämns för första gången under detta namn år 1553.
På 500-talet inrättades en kyrka, Sankt Martins kyrka, i vaktgången ovanför porten.